# Marcelina Vahekeni
Marcelina Vahekeni (Provincia di Cunene, 1990) è una modella angolana, incoronata Miss Angola 2011.
La Vahekeni è riuscita ad avere la meglio fra le ventiquattro candidate al concorso, che si è tenuto il 6 dicembre 2011 a Luanda, e a cui ha presenziato anche il capo di Stato José Eduardo dos Santos. La modella è stata incoronata dalla detentrice del titolo uscente, Leila Lopes, e si è piazzata davanti a Manuela Agostinho e Sul Izilda Silva, rispettivamente seconda e terza classificata.
Grazie alla vittoria del titolo, Marcelina Vahekeni è stata delegata come rappresentante ufficiale dell'Angola per il concorso di bellezza internazionale Miss Universo 2012. L'attuale Miss Universo è proprio la precedente Miss Angola, ovvero Leila Lopes.